# Befälsföreningen Militärtolkar
Befälsföreningen Militärtolkar (även känd som MT, Militärtolkföreningen, Militärtolkarna) samlar militärtolkar, förhörsledare och personer med liknande utbildning och/eller befattning inom Totalförsvaret. Föreningen har av tradition varit och är mycket nära sammanbunden med Försvarets Tolkskola även om Befälsföreningen Militärtolkar i själva verket är sex år äldre. Föreningen bedriver en omfattande verksamhet på ideell basis innefattande ett stort kursutbud inom språk och informationsinhämtning, föreläsningar, ett mentorprogram, med mera. Föreningstidningen Hugin&Munin utkommer med fyra nummer per år. 
Befälsföreningen Militärtolkar grundades 1951 och är ett frivilligt försvarsförbund med särskild kompetensinriktning inom Försvarsutbildarna. 
Befälsföreningen Militärtolkar har sedan länge ett nära samarbete med stora delar av Försvarsmakten, främst Försvarets Tolkskola, Försvarsmaktens underrättelse- och säkerhetscentrum och Högkvarteret. Sedan länge finns också ett nära samarbete med UD och 2006 etablerades ett samarbete med Folke Bernadotteakademin.